# 16. BAFTA-gála
A 16. BAFTA-gálát 1963-ban tartották, melynek keretében a Brit film- és televíziós akadémia az 1962. év legjobb filmjeit és alkotóit díjazta.

## Díjazottak és jelöltek
(a díjazottak félkövérrel vannak jelölve)

### Legjobb film és brit film
Arábiai Lawrence
- Billy Budd
- A kopár sziget
- Jules és Jim
- Ez is szerelem
- A kutyás hölgy
- Tavaly Marienbadban
- Ilyen hosszú távollét
- Lola
- Kiadó szoba
- A mandzsúriai jelölt
- A csodatevő
- Csak ketten játszhatják
- Phaedra
- Tu ne tueras point
- Tükör által homályosan
- A póruljárt tizedes
- West Side Story

### Legjobb elsőfilmes
Tom Courtenay – A hosszútávfutó magányossága
- Mariette Hartley – Délutáni puskalövések
- Ian Hendry – Live Now, Pay Later
- Sarah Miles – A tárgyalás
- Terence Stamp – Billy Budd

### Legjobb brit főszereplő
Peter O’Toole – Arábiai Lawrence
- Richard Attenborough – The Dock Brief
- Alan Bates – Ez is szerelem
- James Mason – Lolita
- Laurence Olivier – A tárgyalás
- Peter Sellers – Csak ketten játszhatják

### Legjobb brit női főszereplő
Leslie Caron – Kiadó szoba
- Virginia Maskell – Vadul vagy engedékenyen
- Janet Munro – Life for Ruth

### Legjobb külföldi férfi főszereplő
Burt Lancaster – Az alcatrazi madárember
- Jean-Paul Belmondo – Léon Morin, prêtre
- Franco Citti – A csóró
- Kirk Douglas – Az utolsó cowboy
- George Hamilton – Fény a Piazzán
- Charles Laughton – Advise & Consent
- Anthony Quinn – Arábiai Lawrence
- Robert Ryan – Billy Budd
- Georges Wilson – Ilyen hosszú távollét

### Legjobb külföldi női főszereplő
Anne Bancroft – A csodatevő
- Anouk Aimée – Lola
- Harriet Andersson – Tükör által homályosan
- Melina Mercouri – Phaedra
- Jeanne Moreau – Jules és Jim
- Geraldine Page – Az ifjúság édes madara
- Natalie Wood – Ragyogás a fűben

### Legjobb brit forgatókönyv
Arábiai Lawrence – Robert Bolt
- Billy Budd – Peter Ustinov, DeWitt Bodeen
- Ez is szerelem – Willis Hall, Keith Waterhouse
- Csak ketten játszhatják – Bryan Forbes
- Tiara Tahiti – Geoffrey Cotterell, Ivan Foxwell
- Torreádor-keringő – Wolf Mankowitz

### Legjobb animációs film
The Apple
- Four Line Conics
- The Travelling Tune

### Legjobb rövidfilm
Bagoly folyó
- Lonely Boy
- Pan
- Zoo

### Legjobb speciális film
Four Line Conics
- What's The Time?

### Egyesült Nemzetek-díj az ENSZ Alapokmányának egy vagy több elvét bemutató filmnek
Reach for Glory
- Food or Famine
- Tu ne tueras point